# 부시로드
주식회사 부시로드(영어: Bushiroad, Inc., 일본어: 株式会社ブシロード)는 비디오 게임 개발업체로, 2007년 설립되었다. 본사는 일본 도쿄도 나카노구에 있다.
2012년 1월 29일 부시로드는 주요 프로레슬링의 프로모션인 새 일본 프로 레슬링을 5억 엔에 완전히 인수했다고 발표했다. 2019년 10월 부시로드는 조시 프로레스 프로모션인 세계의 불가사의 링 스타돔을 인수했다.

## 주요 게임
- BanG Dream!
- D4DJ

## 같이 보기
- 요란 THE PRINCESS OF SNOW AND BLOOD